# Valfredo Leal
Valfredo Soares dos Santos Leal (Areia, 21 de fevereiro de 1855 — João Pessoa, 30 de junho de 1942) foi um sacerdote da igreja católica e político brasileiro.

## Biografia
Filho de Matias Soares Cavalcante e Maria Emília dos Santos Leal, começou os estudos primários em sua cidade natal, onde estudou também latim e francês. Em seguida, ingressou na vida religiosa. Foi ordenado padre em Roma e, de  volta ao Brasil, foi designado vigário de Guarabira.
Devido ao cargo religioso, o monsenhor Walfredo Leal teve forte influência no brejo e litoral da Paraíba, chegando a ser eleito deputado constituinte estadual em 1892. Em seguida foi eleito vice-presidente de estado, nos períodos 1893 a 1896 e 22 de outubro de 1904 a 28 de outubro de 1905, quando assumiu o cargo de governador devido a renúncia do titular. Foi eleito deputado federal em 1901.
Em 1908 foi eleito senador, ficando no cargo até 1917. Nos períodos de 1922 a 1923, 1924 a 1926 e 1928 a 1930, exerceu o mandato de deputado estadual. Depois da revolução de 1930, afastou-se da vida pública. Era tio do ministro José Américo de Almeida.